# Bayrischzell
Bayrischzell ist eine Gemeinde im oberbayerischen Landkreis Miesbach und ein heilklimatischer Luftkurort in den oberbayerischen Alpen.

## Geographie

Gemeindegebiet Bayrischzell mit Sudelfeld, Leitzachtal und Ursprungtal sowie Großem Traithen, Rotwand, Hochmiesing und Aiplspitz sowie Wendelstein, im Hintergrund Alpenhauptkamm mit Hohen Tauern (u. a. Großes Wiesbachhorn, Großglockner, Kitzsteinhorn, Stubacher Sonnblick, Großvenediger und Großer Geiger) und Zillertaler Alpen (u. a. Reichenspitze, Wildgerlosspitze, Großer Löffler, Schwarzenstein, Turnerkamp, Großer Möseler, Hochfeiler, Hochfernerspitze, Hoher Riffler und Olperer) sowie Kaisergebirge, Kitzbüheler Alpen, Brandenberger Alpen mit Rofan, Karwendel und Wettersteingebirge mit Zugspitze, gesehen von der Lacherspitz

Die Gemeinde liegt am Beginn des Leitzachtales auf einer Seehöhe zwischen 750 und 1884 Metern inmitten der bayerischen Voralpen. Das Talgebiet ist landwirtschaftlich geprägt, das übrige Gemeindegebiet gebirgig mit zahlreichen Almflächen und großen Waldgebieten. Markantester Berg und Hausberg von Bayrischzell ist der Wendelstein, höchster Berg ist die Rotwand. Neben der Leitzach gibt es zahlreiche weitere Bäche sowie den im Gebirge gelegenen Soinsee.

### Lage
Bayrischzell liegt im Mangfallgebirge zwischen Schliersee im Westen und Oberaudorf im Osten. Der Ort befindet sich am Fuß des Wendelsteins, zu Füßen des Sudelfelds (gegenüber dem Arzmoos-Tal) und unterhalb des Sudelfeldpasses. Er liegt am Nordausgang des Ursprungtals. Im Süden grenzt die Gemeinde an Tirol (Gemeinde Thiersee), der Grenzübergang befindet sich am Ursprungpass (Bäckeralm). Im Norden liegt Fischbachau. Der Ort befindet sich 23 km südöstlich von Miesbach, 25 km nordwestlich von Kufstein und 20 km westlich von Oberaudorf. Im westlichen Gemeindegebiet nahe der Grenze zur Gemeinde Schliersee liegen das Taubensteinhaus auf 1567 Meter Höhe sowie das Rotwandhaus (1737 m).

### Gemeindeteile

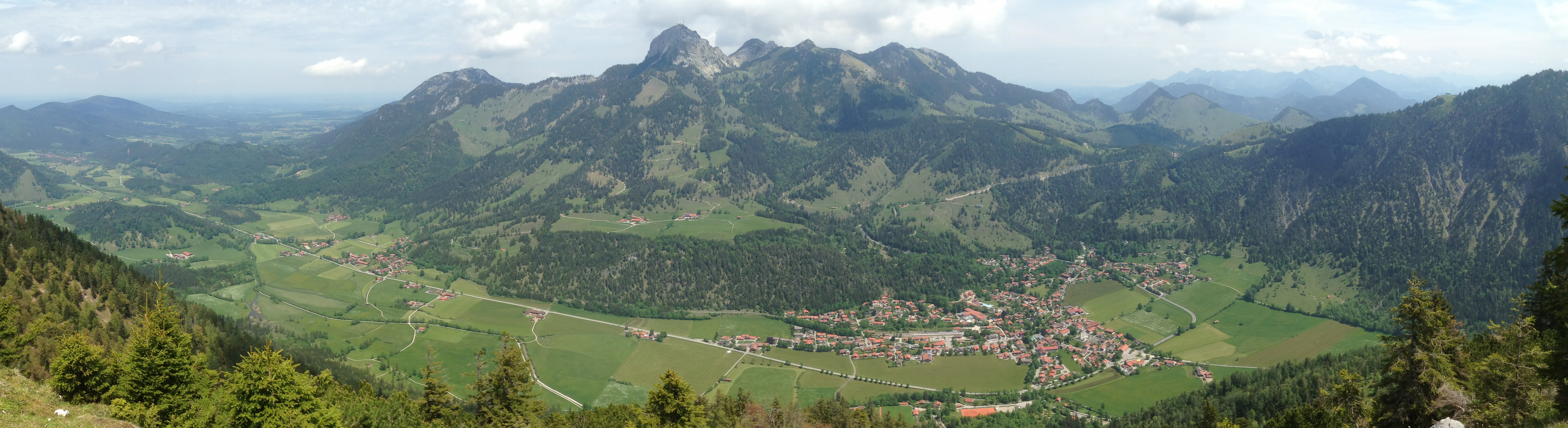
Bayrischzell (rechts) mit dem Wendelstein, davor der Weiler Hochkreut, links der Gemeindeteil Osterhofen, ganz links das Dorf Geitau, ganz rechts das Sudelfeld, hinten rechts der Chiemsee und die Chiemgauer Alpen

Die Gemeinde hat 15 Gemeindeteile (in Klammern ist der Siedlungstyp angegeben):
- Bäckeralpe (Weiler)
- Bayrischzell (Pfarrdorf)
- Dorf (Weiler)
- Geitau (Dorf)
- Hochkreut (Weiler)
- Klarer (Einöde)
- Klarermühl (Weiler)
- Kloo (Einöde)
- Niederhofen (Einöde)
- Noidach (Einöde)
- Osterhofen (Dorf)
- Riedler (Einöde)
- Sudelfeld (Weiler)
- Wendelsteinhaus (Unterkunftshaus)
- Zipflwirt (Einöde)

Es gibt nur die Gemarkung Bayrischzell.

### Natur
Folgende Schutzgebiete berühren das Gemeindegebiet:
- Landschaftsschutzgebiet Schutz des Obersten Leitzachtales und seiner Umgebung bei Bayerischzell  (LSG-00064.01)
- Landschaftsschutzgebiet LSG „Rotwand“ (LSG-00402.01)
- Fauna-Flora-Habitat-Gebiet Mangfallgebirge (8336-371)
- Fauna-Flora-Habitat-Gebiet Leitzachtal (8237-371)
- Vogelschutzgebiet (Vogelschutzrichtlinie der EU) Mangfallgebirge (8336-471)

## Geschichte
Etwa 500 und 700 nach Christus entstanden Rodungen im heutigen Gemeindegebiet.
Im Jahr 1076 gründete an dieser Stelle die Gemahlin Haziga des Pfalzgrafen Otto II. von Scheyern-Wittelsbach eine Eremitenklause mit der Kapelle Margarethenzell. 1079 wurde diese in ein Kloster umgewandelt, das allerdings bereits 1085 nach Fischbachau verlegt wird.
Durch seine Nähe zu Tirol war Bayrischzell (Innernzell oder Die Zell) sowohl in den Spanischen und Österreichischen Erbfolgekriegen als auch in den Napoleonischen Kriegen Schauplatz bewaffneter Auseinandersetzungen auch örtlicher Gebirgsschützen mit den Tirolern. 1811/12 wurde Die Zell (oder Margarethenzell) eine selbständige Pfarrkuratie. Seit 1832 wird der Ort offiziell Bayrischzell genannt. Am 5./6. Dezember 1846 fand dort ein Haberfeldtreiben mit über 100 Treibern statt. Um 1900 setzte allmählich der Fremdenverkehr ein. Das heutige Wappen soll mit den silbernen Rauten an die enge historische Beziehung zu den Wittelsbachern erinnern.
Nachdem um 1900 eine Leitzachtalbahn München–Westerham–Bayrischzell projektiert wurde, ist seit dem 1. Oktober 1911 in Bayrischzell der Endbahnhof der Bahnstrecke Schliersee–Bayrischzell in Betrieb, seit 1970 auch die Talstation Bayrischzell-Osterhofen der Wendelstein-Seilbahn.

### Siedlungs- und Einwohnerentwicklung
Historische Ortsteile waren Ambach, Bayer , Brunn , Forsthaus , Heißenbauer , Jäger , Kloaschau , Lechner , Leiten, Mainwolf , Oberberg , Oberlarch , Ried , Strein , Tann , Tannmühl und Utz .
Zwischen 1988 und 2018 wuchs die Einwohnerzahl von 1570 auf 1610 um 40 Einwohner bzw. um 2,6 %.

## Politik

### Gemeinderat
Bei der Gemeinderatswahl 2014 stellten die CSU, die Freien Wähler, die Bürgervereinigung Gemeinsam für Bayrischzell und die Ständevereinigung eine Gemeinsame Liste auf. Alle zwölf Gemeinderäte kommen von dieser Liste. Die Wahlbeteiligung lag bei 67,9 Prozent.
Die Gemeinderatswahl 2020 hatte folgendes Ergebnis:
| Partei/Liste                                      | 2020 |
| ------------------------------------------------- | ---- |
| CSU                                               | 5    |
| Freie Wähler Gemeinschaft Bayrischzell            | 4    |
| Freie Wähler Freie Parteilose Wähler Bayrischzell | 2    |
| GRÜNE                                             | 1    |
| Gesamt                                            | 12   |

### Wappen
| Wappen der Gemeinde Bayrischzell | Blasonierung: „Über blauem Schildfuß, darin drei stehende silberne Rauten, in Blau ein silberner, aus der Teilungslinie emporsteigender Berg, belegt mit einem schwarzen Gemsenkopf.“ |
| Wappen der Gemeinde Bayrischzell | Das Wappen wird seit 1959 geführt. |

## Kultur und Sehenswürdigkeiten

### Freizeit- und Sportanlagen
Das angrenzende Sudelfeld mit 19 Liftanlagen und rund 31 km präparierten Abfahrten ist eines der bekanntesten Skigebiete im bayerischen Alpenraum und das größte zusammenhängende Skigebiet Deutschlands. Es ist vom Ort aus mit der Sesselbahn zu erreichen.
Der Wendelstein ist seit 1970 unter anderem durch die Seilbahn von Bayrischzell-Osterhofen aus zu erreichen. Das Wendelsteiner Skigebiet ist mit seinen etwa 10 km Pisten ein Geheimtipp für geübte Fahrer.
Im Winter stehen für Langlaufsportler 96 km gespurte Loipen zur Verfügung. Im Sommer sind auf einer Länge von 28 km mehrere Nordic-Walking-Touren abgesteckt.
Außerdem gibt es ein geheiztes Freischwimmbad, Tennisplätze und eine Minigolf-Anlage und im Winter einen Eisplatz und eine Eisstockbahn.

### Baudenkmäler
- Pfarrkirche St. Margareth, erbaut 1733, mit vielen Kunstwerken einheimischer Maler
- Rosenkranzkapelle, erbaut 1913 von Gabriel von Seidl und ausgemalt von Angelo Graf von Courten

## Verkehr
Bayrischzell liegt direkt an der Bundesstraße 307 (Miesbach – Tatzelwurm (Sudelfeld)) sowie an der Staatsstraße 2075 (Bayrischzell – Bäckeralm (Ursprungpass), weiter nach Thiersee (Tirol)).

### Bahn und Bus
Bayrischzell ist mit einer Regionalbuslinie des Münchner Verkehrs- und Tarifverbundes erschlossen. Das Gemeindegebiet liegt in der Tarifzone 9.
Seit Mai 2024 hält der DAV BergBus (Linie 396) Richtung Hinterthiersee und Bahnhof München Ost in Bayerischzell. Die Buslinie wird nur während der Sommersaison am Wochenende bedient und liegt komplett im Tarifgebiet des MVV.
| Linie | Streckenverlauf                                                                                            | Verkehrsmittel                      | Betreiber                                                                                         |
| ----- | --- | ----------------------------------- | ------------------------------------------------------------------------------------------------- |
| 349   | Wendelsteinringlinie Bayrischzell – Birkenstein – Bad Feilnbach – Brannenburg – Bayrischzell – Fischbachau | Bus                                 | Omnibus Brandstätter, fährt nur in der Sommersaison (Mai – Oktober)                               |
| SB    | Skibus Geitau – Osterhofen – Bayrischzell – Sudelfeld bzw. Bäckeralm                                       | Bus                                 | Omnibus Brandstätter, fährt nur in der Wintersaison (Dezember bis März)                           |
| RB55  | Bayrischzell – Schliersee – Hausham – Miesbach – Holzkirchen – München                                     | Bahnstrecke Bayrischzell–Schliersee | Bayerische Oberlandbahn (Fortführung nach Holzkirchen–München)                                    |
| 396   | DAV-BergBus: München Ost – Bayrischzell – Hinterthiersee                                                   | Bus                                 | Geldhauser; Reservierung notwendig, fährt nur während des Sommerhalbjahres und nur an Wochenenden |
| WSB   | Osterhofen – Wendelstein                                                                                   | Wendelstein-Seilbahn                | Wendelsteinbahn GmbH                                                                              |

## Sonstiges
Der Allgemeine Deutsche Hochschulsportverband wurde als Arbeitsgemeinschaft deutscher Sportreferenten noch vor der Konstituierung der Bundesrepublik am 2. April 1948 in Bayrischzell gegründet.
In der Nacht zum 26. Juni 2006 wurde der Braunbär JJ1, alias Bruno, der im Mai 2006 von Italien über Tirol nach Bayern einwanderte, auf der 1500 m hohen Kümpflalm in der Nähe der Rotwand im Spitzingseegebiet im Gemeindebereich Bayrischzell von zwei Jägern und einem Polizisten durch einen Lungenschuss auf 150 m Entfernung getötet. Der präparierte Braunbär wird seit April 2008 im Münchener Museum Mensch und Natur ausgestellt.
Im Herbst 2007 drehte Regisseur Rainer Kaufmann in der Umgebung von Bayrischzell den ZDF-Fernsehfilm Das Beste kommt erst. In den 1980er Jahren wurde in Bayrischzell auch Erben will gelernt sein gedreht. Derzeit ist Bayrischzell Drehort der Fernsehserie Frühling.

## Persönlichkeiten

### Söhne und Töchter der Gemeinde
- Fritz Pellkofer (1902–1943), Skilangläufer
- Hans Bauer (1903–1992), Skisportler
- Gustl Müller (1903–1989), Skisportler
- Rolf Langenfass (1944–2012), Kostüm- und Bühnenbildner
- Christa Vossschulte (* 1944), Politikerin (CDU), Mitglied des Landtags von Baden-Württemberg
- Alexander Vogelgsang (* 1944), Kommunalpolitiker (SPD), ehemaliger Oberbürgermeister von Böblingen
- Felix von Manteuffel (* 1945), Schauspieler

### Weitere Persönlichkeiten mit Bezug zu Bayrischzell
- Hugo Junkers (1859–1935), Ingenieur, lebte in den 1930er Jahren hier im Arrest
- Friedrich Veit (1861–1948), evangelischer Theologe, hier gestorben
- Albert Einstein (1879–1955), lädt 1914 seine damalige Freundin und zukünftige Frau Elsa (geb. Löwenthal) zu sich nach Bayrischzell ein, wo er Gast war[13]
- Philipp Harth (1885–1968), Bildhauer, hier gestorben
- Ida zur Nieden (1886–1981), Altistin, hier gestorben
- Hermann Göring (1893–1946), nationalsozialistischer Politiker, lebte in den frühen 1920er Jahren in Bayrischzell
- Lotte Pichler (* 1933), Umweltaktivistin und Sportfunktionärin, arbeitet und lebt in Bayrischzell

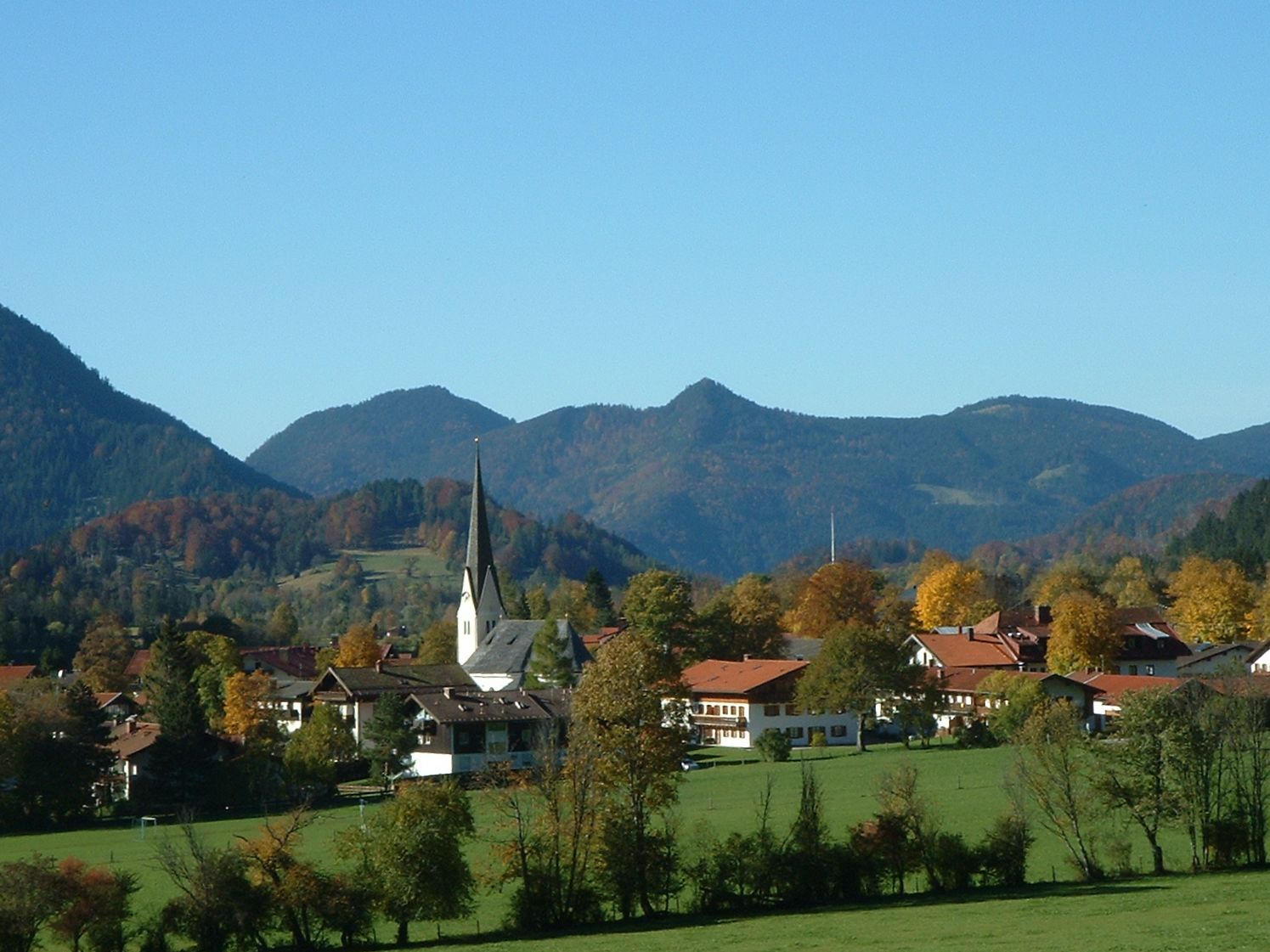
Blick auf das Ortszentrum
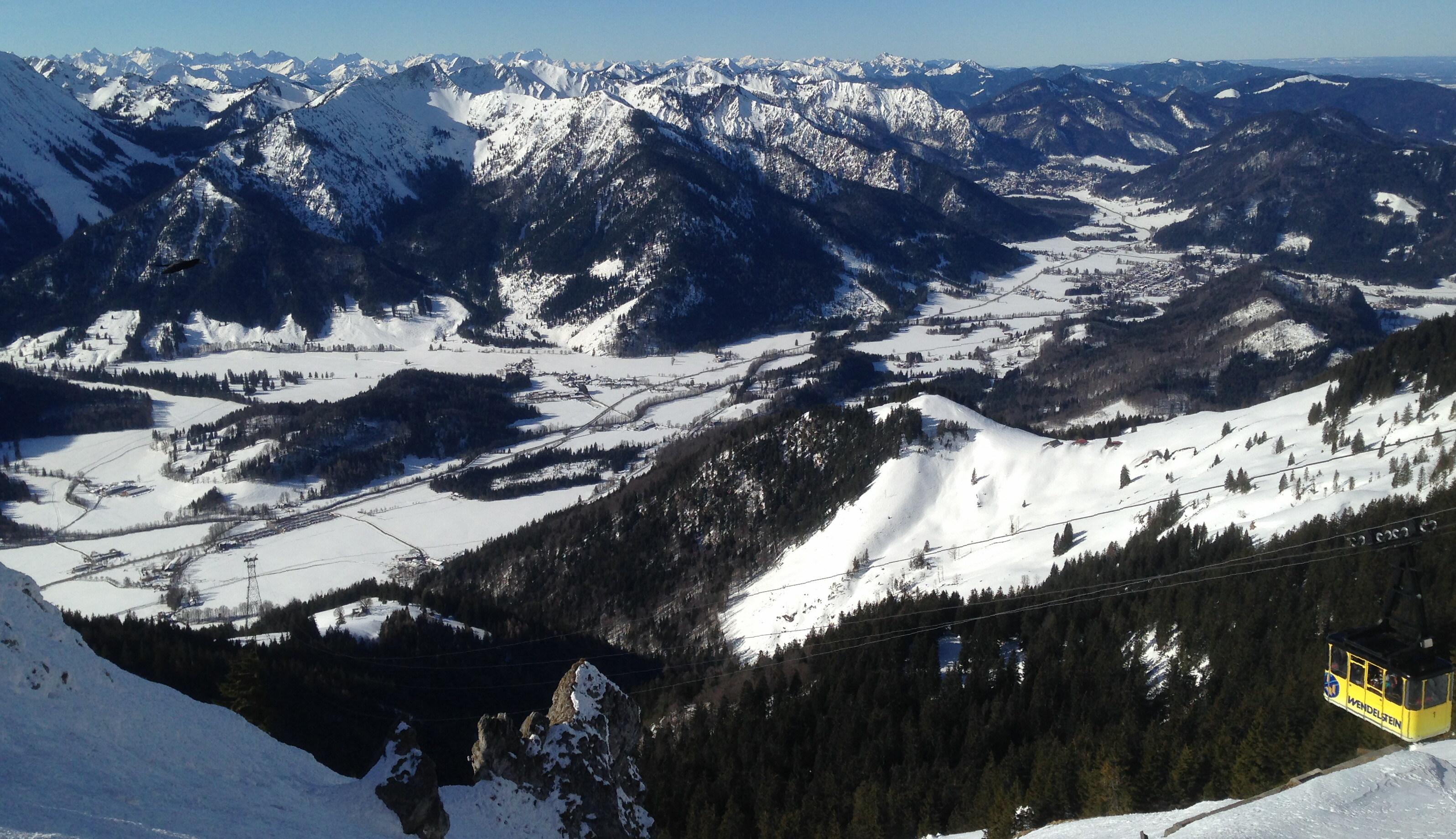
Gemeindeteil Geitau (mittig) mit Wendelstein-Seilbahn
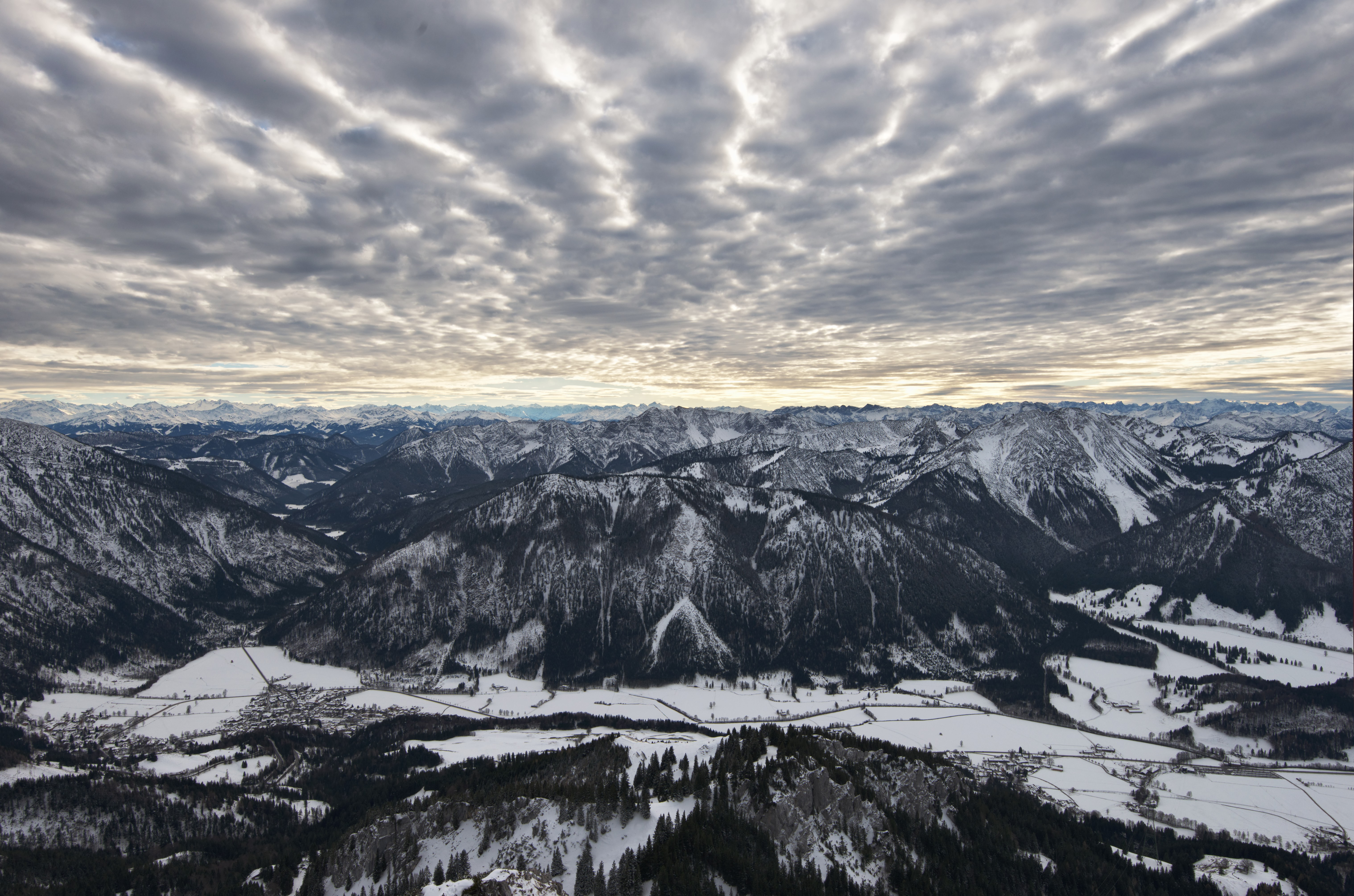
Blick vom Wendelstein auf Bayrischzell (links), dahinter südlich das Ursprungtal, mittig der Seeberg, davor das Leitzachtal
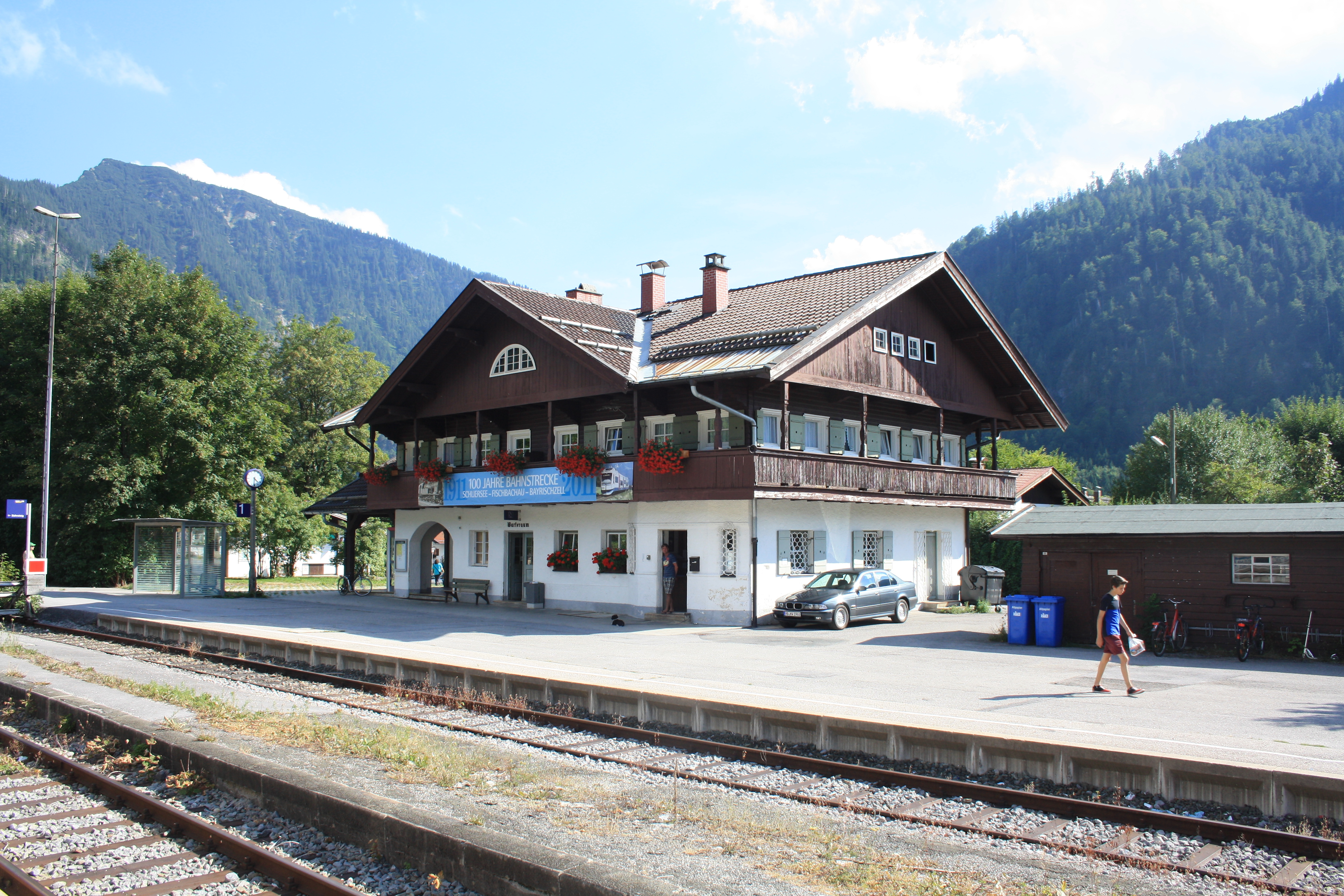
Bahnhofsgebäude